# Бейлинсон, Моше
Моше (Моисей) Бейлинсон (5 октября 1889 или 25 сентября 1890, Ярославская губерния, Российская империя — 19 ноября 1936, Петах-Тиква, Палестина) — сионистский деятель, журналист, переводчик и врач. Редактор газеты «Давар», основатель больницы в Петах-Тикве, носящей его имя.

## Биография
Моисей Бейлинсон родился под Ярославлем в деревне Вепрейка. Его отец Арон Бейлинсон и мать Белла, дочь маскила и писателя Мордехая Плунгянского (Плунгяна), были единственными евреями в округе, так что после смерти отца его пришлось везти хоронить в Ярославль.
Мальчик получил образование в русской начальной школе, а затем в гимназии в Ярославле. Переняв прогрессивные взгляды матери, он присоединился к русскому социалистическому движению и вошёл в состав подпольной редакции «Искры». Отучившись год в университете в Москве, Бейлинсон отправился для продолжения образования сначала во Фрайбургский, а затем в Базельский университет. В годы учёбы он зарабатывал на жизнь переводом немецких книг по медицине на русский язык. Во время пребывания во Фрайбурге познакомился с Залманом Рубашовым (Шазаром) и впервые заинтересовался сионистской идеологией.
В 1913 году Бейлинсон получил степень доктора медицины. К этому времени он в значительной степени разочаровался в идее мировой революции, а дальнейшему отходу от коммунистического мировоззрения способствовала начавшаяся мировая война. По окончании учёбы Бейлинсон остался в Швейцарии, где работал в туберкулёзной лечебнице в Арозе. Там он и сам заболел туберкулёзом, но ему посчастливилось выздороветь.
Летом 1917 года Бейлинсон познакомился в Италии с адвокатом Альфонсо Пачифичи, который увлёк его сионистскими идеями. С начала 1918 года Бейлинсон проживал в Риме, где познакомился с такими сионистскими лидерами как Нахман Сыркин, Энцо Серени, Берл Кацнельсон и, наконец, Хаим Вейцман. Он активно переводил на итальянский классиков ивритской и идишской литературы, в том числе И.-Л. Переца и Шолома Аша. В 1921 году при помощи Данте Латтеса перевёл на итальянский «Историю новой литературы на иврите» Иосифа Клаузнера, а также выпустил сборник, содержащий «Автоэмансипацию» Пинскера и статьи Герцля, Нордау, Ахад-ха-Ама и Вейцмана. Одновременно Бейлинсон редактировал еврейский ежемесячный журнал на итальянском языке «Израиль».
В 1924 году Бейлинсон переехал в подмандатную Палестину. Он поселился в Петах-Тикве, где трудился сельскохозяйственным рабочим в хозяйстве «Маавар». Когда в 1925 году в Палестине была основана ивритская газета «Давар», Бейлинсон вошёл в состав её редакции. На первых порах большинство материалов газеты создавалось именно им (подсчитано, что в общей сложности им было написано для газеты «Давар» более 2300 статей); первоначально Бейлинсон писал свои материалы на русском языке, а другие сотрудники переводили их на иврит, но в течение года он освоил литературный иврит на высоком уровне. Краткая еврейская энциклопедия характеризует его журналистский стиль как простой и живой.
Одновременно с журналистской работой Бейлинсон активно участвовал в становлении органов самоуправления еврейского ишува. Он входил в исполнительный комитет Гистадрута, Собрание депутатов и Ваад Леуми, с 1927 года являлся членом центрального бюро партии «МАПАЙ». В том же году Бейлинсон был избран председателем наблюдательного совета больничной кассы «Клалит».
В 1936 году, с началом арабского восстания в Палестине, Бейлинсону было поручено ведение ежедневной издательской колонки в «Даваре» — «Двар ха-йом». В том же году при его деятельном участии в Петах-Тикве была открыта публичная больница под управлением кассы «Клалит». Однако и сам он вскоре после этого был госпитализирован там с тяжёлым сердечным приступом, после которого уже не оправился. Моше Бейлинсон умер в ноябре 1936 года и был похоронен на тель-авивском кладбище «Трумпельдор», рядом с Арлозоровым и Бяликом.

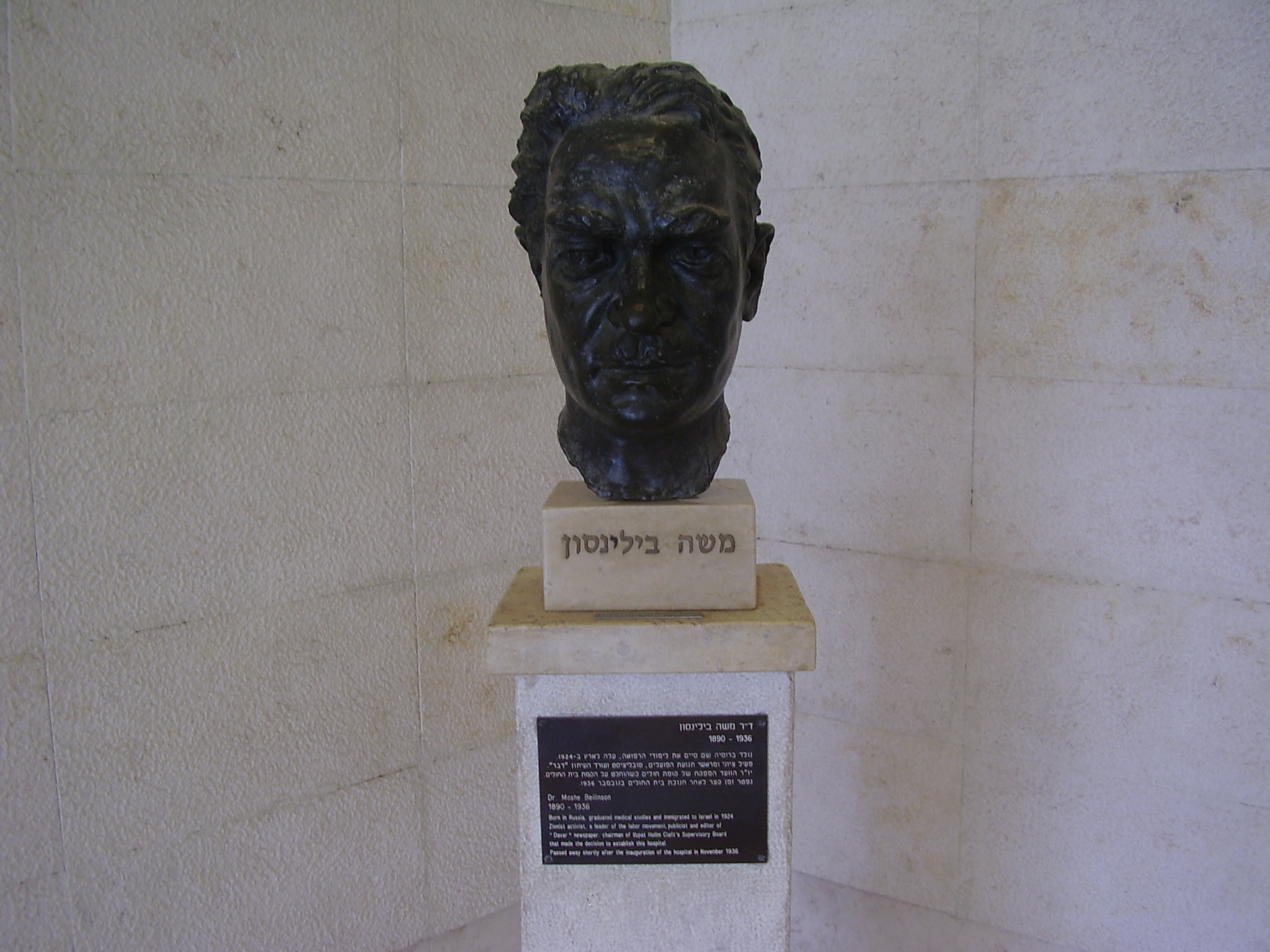
Бюст Моше Бейлинсона в фойе больницы «Бейлинсон»

## Память
Больница в Петах-Тикве, которую основал Моше Бейлинсон, носит его имя; в его честь также названы улицы в разных городах Израиля.
В 1930 году в Тель-Авиве были изданы сборник очерков Бейлинсона «В дни испытания» о еврейско-арабских отношениях (ивр. בימי מסה‎; позже переведён на немецкий) и его книга «В дни возрождения Италии» (ивр. בימי תחיית איטליה‎). Берл Кацнельсон, его товарищ по редакции газеты «Давар», в 1940 году издал собрание его статей в нескольких томах.